# Sury-près-Léré
Sury-près-Léré est une commune française située dans le département du Cher, en région Centre-Val de Loire.

## Géographie

### Description
Sury-près-Léré est située à l’extrémité nord-est du département du Cher, en rive gauche de la Loire, à 75 km au nord-est de Bourges, à 33 km au sud-est de Gien et à 11 km au nord de Cosne-sur-Loire. Le bourg ancien s’est développé le long de la route départementale 751 qui relie Sancerre à Gien. Néanmoins c'est sur la route de Savigny (RD 152) que se trouve le centre du bourg : le cimetière, l'église, la mairie, la salle des fêtes, l'ancienne école.
La commune s’étend d’est en ouest des rives de la Loire aux collines de la région naturelle du Pays-Fort. La proximité de l’autoroute A77, met Paris à 180 km et Nevers à 60 km.

### Hydrographie
Sury-près-Léré est situé sur le bassin versant de la Balance, rivière permanente d’orientation sud-ouest/nord-est qui se jette en Loire à Beaulieu-sur-Loire (Loiret)
La commune est traversée par le canal latéral à la Loire, construit au XIXe siècle.

### Climat
Pour des articles plus généraux, voir Climat du Centre-Val de Loire et Climat du Cher.
En 2010, le climat de la commune est de type climat océanique dégradé des plaines du Centre et du Nord, selon une étude du CNRS s'appuyant sur une série de données couvrant la période 1971-2000. En 2020, Météo-France publie une typologie des climats de la France métropolitaine dans laquelle la commune est exposée à un climat océanique altéré et est dans la région climatique Centre et contreforts nord du Massif Central, caractérisée par un air sec en été et un bon ensoleillement.
Pour la période 1971-2000, la température annuelle moyenne est de 11,1 °C, avec une amplitude thermique annuelle de 15,5 °C. Le cumul annuel moyen de précipitations est de 724 mm, avec 11,2 jours de précipitations en janvier et 7,3 jours en juillet. Pour la période 1991-2020, la température moyenne annuelle observée sur la station météorologique la plus proche, située sur la commune de Léré à 1 km à vol d'oiseau, est de 11,6 °C et le cumul annuel moyen de précipitations est de 710,5 mm,. Pour l'avenir, les paramètres climatiques de la commune estimés pour 2050 selon différents scénarios d'émission de gaz à effet de serre sont consultables sur un site dédié publié par Météo-France en novembre 2022.
| Mois                                  | jan.           | fév.           | mars           | avril         | mai           | juin          | jui.          | août           | sep.          | oct.          | nov.             | déc.           | année      |
| ------------------------------------- | -------------- | -------------- | -------------- | ------------- | ------------- | ------------- | ------------- | -------------- | ------------- | ------------- | ---------------- | -------------- | ---------- |
| Température minimale moyenne (°C)     | 0,8            | 0,5            | 2,4            | 4,4           | 8,1           | 11,4          | 13            | 12,7           | 9,3           | 7,2           | 3,6              | 1,3            | 6,2        |
| Température moyenne (°C)              | 4,1            | 4,8            | 7,8            | 10,7          | 14,3          | 18            | 19,8          | 19,6           | 16            | 12,4          | 7,5              | 4,6            | 11,6       |
| Température maximale moyenne (°C)     | 7,4            | 9              | 13,2           | 16,9          | 20,5          | 24,5          | 26,6          | 26,6           | 22,7          | 17,6          | 11,4             | 8              | 17         |
| Record de froid (°C) date du record   | −11,9 13.01.03 | −13,3 09.02.12 | −12,4 01.03.05 | −6,4 04.04.22 | −1,4 03.05.21 | 1,9 12.06.11  | 4,8 21.07.08  | 2,8 30.08.1998 | −1,2 20.09.12 | −6,7 19.10.09 | −10,9 24.11.1998 | −11,2 19.12.07 | −13,3 2012 |
| Record de chaleur (°C) date du record | 16,5 01.01.23  | 21,7 27.02.19  | 26,3 31.03.21  | 29,3 20.04.18 | 31,5 25.05.09 | 39,8 27.06.19 | 41,9 25.07.19 | 40,4 11.08.03  | 36,4 10.09.23 | 30,7 13.10.23 | 23,4 07.11.15    | 17,9 05.12.06  | 41,9 2019  |
| Précipitations (mm)                   | 55,7           | 48,2           | 49,9           | 58,3          | 67,4          | 55,4          | 61,6          | 59,3           | 58,6          | 65,4          | 66,4             | 64,3           | 710,5      |

## Urbanisme
Ses hameaux dispersés dans la campagne voient se côtoyer habitat traditionnel et constructions contemporaines. Le reste du territoire présente un caractère naturel prononcé. Les « hauts » de la commune sont constitués de vestiges du bocage et de nombreux bosquets ou petits massifs boisés qui offrent un paysage de qualité et une mosaïque d’écosystème :  haies, bois de chênes et de charmes, prairies hygrophiles (fond du val de Balance), étangs, mares, etc. autant de milieux qui permettent d’avoir une biodiversité potentiellement riche.

### Typologie
Au 1er janvier 2024, Sury-près-Léré est catégorisée commune rurale à habitat dispersé, selon la nouvelle grille communale de densité à 7 niveaux définie par l'Insee en 2022.
Elle appartient à l'unité urbaine de Léré, une agglomération intra-départementale dont elle est ville-centre,. Par ailleurs la commune fait partie de l'aire d'attraction de Cosne-Cours-sur-Loire, dont elle est une commune de la couronne,. Cette aire, qui regroupe 30 communes, est catégorisée dans les aires de moins de 50 000 habitants,.

### Occupation des sols

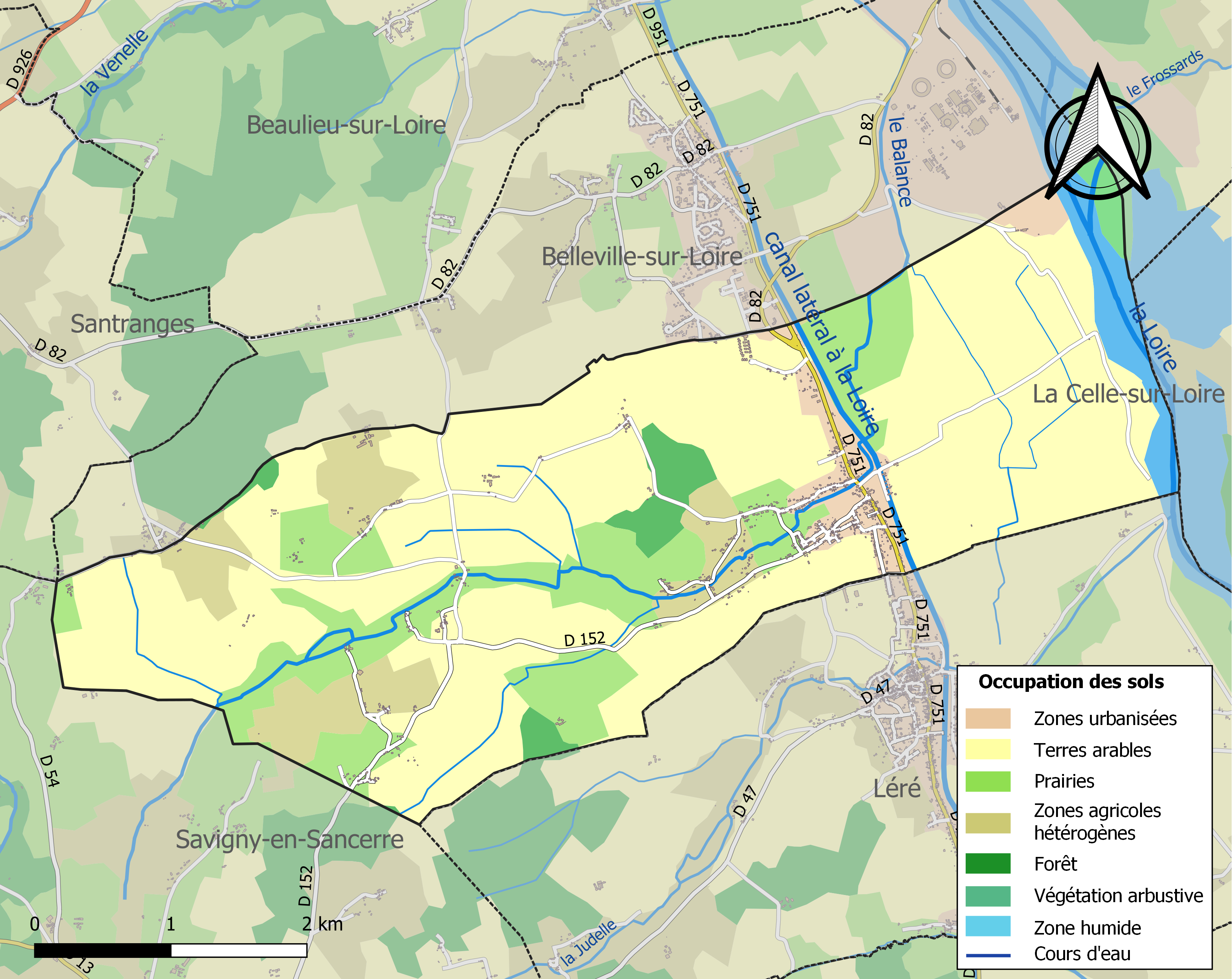
Carte des infrastructures et de l'occupation des sols de la commune en 2018 (CLC).

L'occupation des sols de la commune, telle qu'elle ressort de la base de données européenne d’occupation biophysique des sols Corine Land Cover (CLC), est marquée par l'importance des territoires agricoles (89,8 % en 2018), une proportion sensiblement équivalente à celle de 1990 (89,9 %). La répartition détaillée en 2018 est la suivante : 
terres arables (63,1 %), prairies (17,8 %), zones agricoles hétérogènes (9 %), zones urbanisées (3,4 %), eaux continentales (2,8 %), forêts (2,6 %), zones industrielles ou commerciales et réseaux de communication (0,7 %), milieux à végétation arbustive et/ou herbacée (0,6 %).
L'évolution de l’occupation des sols de la commune et de ses infrastructures peut être observée sur les différentes représentations cartographiques du territoire : la carte de Cassini (XVIIIe siècle), la carte d'état-major (1820-1866) et les cartes ou photos aériennes de l'IGN pour la période actuelle (1950 à aujourd'hui).

### Habitat et logement
En 2018, le nombre total de logements dans la commune était de 408, alors qu'il était de 337 en 2013 et de 335 en 2008.
Parmi ces logements, 74,6 % étaient des résidences principales, 12,1 % des résidences secondaires et 13,3 % des logements vacants. Ces logements étaient pour 97,3 % d'entre eux des maisons individuelles et pour 0,8 % des appartements.
Le tableau ci-dessous présente la typologie des logements à Sury-près-Léré en 2018 en comparaison avec celle du Cher et de la France entière. Une caractéristique marquante du parc de logements est ainsi une proportion de résidences secondaires et logements occasionnels (12,1 %) supérieure à celle du département (7,5 %) et à celle de la France entière (9,7 %). Concernant le statut d'occupation de ces logements, 78,9 % des habitants de la commune sont propriétaires de leur logement (75,6 % en 2013), contre 67,1 % pour le Cher et 57,5 % pour la France entière.
| Typologie                                               | Sury-près-Léré | Cher | France entière |
| ------------------------------------------------------- | -------------- | ---- | -------------- |
| Résidences principales (en %)                           | 74,6           | 79,6 | 82,1           |
| Résidences secondaires et logements occasionnels (en %) | 12,1           | 7,5  | 9,7            |
| Logements vacants (en %)                                | 13,3           | 12,9 | 8,2            |

### Risques majeurs
Le territoire de la commune de Sury-près-Léré est vulnérable à différents aléas naturels : météorologiques (tempête, orage, neige, grand froid, canicule ou sécheresse), inondations, mouvements de terrains et séisme (sismicité très faible). Il est également exposé à deux risques technologiques, le transport de matières dangereuses et. Un site publié par le BRGM permet d'évaluer simplement et rapidement les risques d'un bien localisé soit par son adresse soit par le numéro de sa parcelle.

#### Risques naturels
Certaines parties du territoire communal sont susceptibles d’être affectées par le risque d’inondation par débordement de cours d'eau, notamment le canal latéral à la Loire, la Loire et le Balance. La commune a été reconnue en état de catastrophe naturelle au titre des dommages causés par les inondations et coulées de boue survenues en 1982, 1999, 2001 et 2003,.

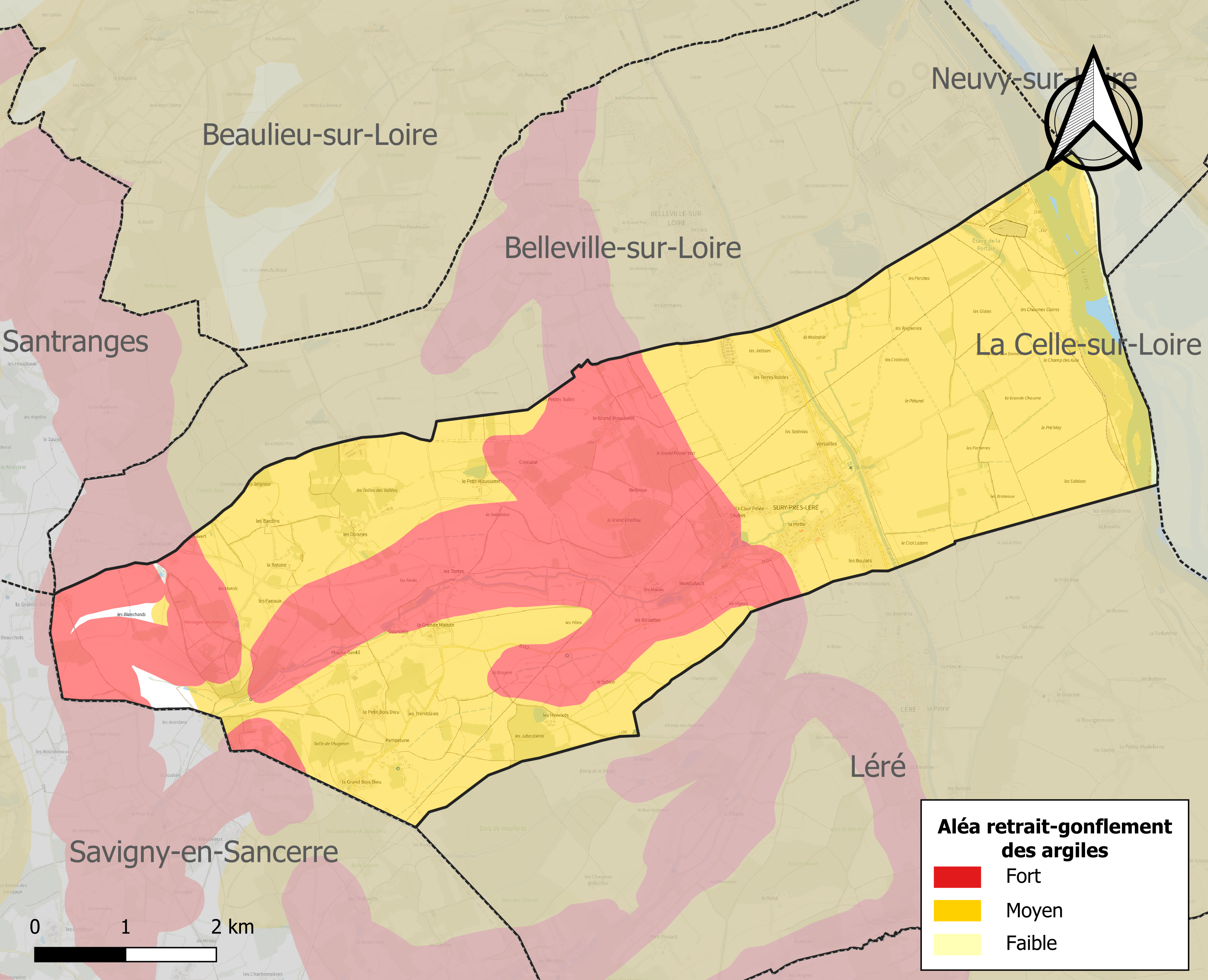
Carte des zones d'aléa retrait-gonflement des sols argileux de Sury-près-Léré.

La commune est vulnérable au risque de mouvements de terrains constitué principalement du retrait-gonflement des sols argileux. Cet aléa est susceptible d'engendrer des dommages importants aux bâtiments en cas d’alternance de périodes de sécheresse et de pluie. 98,9 % de la superficie communale est en aléa moyen ou fort (90 % au niveau départemental et 48,5 % au niveau national). Sur les 387 bâtiments dénombrés sur la commune en 2019, 387 sont en aléa moyen ou fort, soit 100 %, à comparer aux 83 % au niveau départemental et 54 % au niveau national. Une cartographie de l'exposition du territoire national au retrait gonflement des sols argileux est disponible sur le site du BRGM,.
Concernant les mouvements de terrains, la commune a été reconnue en état de catastrophe naturelle au titre des dommages causés par la sécheresse en 2003, 2018, 2019 et 2020 et par des mouvements de terrain en 1999.

#### Risques technologiques
Le risque de transport de matières dangereuses sur la commune est lié à sa traversée par des infrastructures routières ou ferroviaires importantes ou la présence d'une canalisation de transport d'hydrocarbures. Un accident se produisant sur de telles infrastructures est en effet susceptible d’avoir des effets graves au bâti ou aux personnes jusqu’à 350 m, selon la nature du matériau transporté. Des dispositions d’urbanisme peuvent être préconisées en conséquence.
En cas d’accident grave, certaines installations nucléaires sont susceptibles de rejeter dans l’atmosphère de l’iode radioactif. La commune étant située à proximité de la centrale nucléaire de Belleville, elle est exposée au risque nucléaire. À ce titre les habitants de la commune ont bénéficié, à titre préventif, d'une distribution de comprimés d’iode stable dont l’ingestion avant rejet radioactif permet de pallier les effets sur la thyroïde d’une exposition à de l’iode radioactif. En cas d'incident ou d'accident nucléaire, des consignes de confinement ou d'évacuation peuvent être données et les habitants peuvent être amenés à ingérer, sur ordre du préfet, les comprimés en leur possession.

## Histoire

### Moyen Âge
Le bourg de Sury s’est vraisemblablement formé autour de la motte. Le premier écrit mentionnant le nom de la commune date de l’an 1208, SERIACUM, puis en 1230 SERI, en 1320 SURIACO et en 1380 SURY.
Au Moyen Âge, la paroisse  était sous la tutelle du prévôt (administrateur domanial) de Léré, représentant le chapitre de Saint-Martin de Tours, depuis au moins le XIIIe siècle.
Une coutume voulait que les chanoines de Léré se rendent à l’église Saint-Jean-Baptiste le mercredi des Rogations. Ils assistaient à la messe et durant l’offertoire, le curé de Sury devait leur donner une tarte de valeur assez élevée pour l’époque, équivalente à six livres tournois.
L’usage perdure jusqu'au XVIIIe siècle et en 1728, à la suite d’un procès la tarte est remplacée par un pain bénit de même valeur.
Les dîmes de la paroisse étaient prélevées par le chapitre de Saint-Étienne de Bourges. L’église Saint-Jean Baptiste est datée fin du XVe ou début XVIe siècle.

#### Le Puits Mardelon
Ce puits de volume trapu, au couvrement en forme de cul de four dessert le quartier situé derrière l’église. Quelques maisons anciennes s’y trouvent encore, notamment un vieux logis, aux abords de l’église qui pourrait être un ancien logement ecclésiastique. Quatre autres puits sont dénombrés dans le bourg, l’un près de la mairie et celui de la rue de Bretagne, un autre se dresse en bordure de la route de Léré.

#### La Grande Borne
Cette borne est ancrée à la limite de quatre communes : Belleville-sur-Loire, Santranges, Savigny en Sancerre et Sury près Léré. Il s’agit d’un bloc de grès sur une face duquel est gravée une croix à deux branches entourée des lettres « S » et « E ». Des signes similaires sont gravés sur des bornes en calcaire qui existaient aux alentours du village de Beaulieu. Ces dernières ont été enlevées de leurs emplacements d’origine lors des remembrements. Ces bornes marquaient les anciennes limites des possessions du chapitre de Saint-Étienne de Bourges à Beaulieu et à Santranges, fixées dès le XIIe siècle avec le comte de Sancerre. « S » et » E » ne sont autres que les initiales de Saint-Étienne, et la croix à deux branches est la croix archiépiscopale.

### Époque contemporaine
Le maire PS de la commune décide le 11 mai 2017 à la suite des résultats des élections présidentielles dans son village de priver les habitants de la fête nationale du 14 juillet. En effet les électeurs du village ont voté majoritairement au premier et second tour pour Marine Le Pen. Le maire choqué de ce résultat démocratique décide de prendre en otage avec le conseil municipal la traditionnelle fête nationale.[non neutre]

## Politique et administration

### Rattachements administratifs et électoraux

#### Rattachements administratifs
La commune se trouve depuis 1926 dans l'arrondissement de Bourges du département du Cher.
Elle faisait partie depuis 1802 du canton de Léré. Dans le cadre du redécoupage cantonal de 2014 en France, cette circonscription administrative territoriale a disparu, et le canton n'est plus qu'une circonscription électorale.

#### Rattachements électoraux
Pour les élections départementales, la commune fait partie depuis 2014 du canton de Sancerre
Pour l'élection des députés, elle fait partie de la première circonscription du Cher.

### Intercommunalité
Sury-près-Léré était membre de la petite communauté de communes Cœur du Pays Fort, un établissement public de coopération intercommunale (EPCI) à fiscalité propre créé fin 2002 et auquel la commune avait transféré un certain nombre de ses compétences, dans les conditions déterminées par le code général des collectivités territoriales.
Dans le cadre des dispositions de la loi portant nouvelle organisation territoriale de la République du 7 août 2015, qui prévoit que les établissements publics de coopération intercommunale (EPCI) à fiscalité propre doivent avoir un minimum de 15 000 habitants, cette intercommunalité a fusionné avec sa voisine pour former, le 1er janvier 2017, la communauté de communes Pays Fort Sancerrois Val de Loire dont est désormais membre la commune.

### Liste des maires
| Période                                  | Période                        | Identité                 | Étiquette | Qualité                                                |
| ---------------------------------------- | ------------------------------ | ------------------------ | --------- | ------------------------------------------------------ |
| Les données manquantes sont à compléter. |                                |                          |           |                                                        |
| 1989                                     | 2001                           | André Audebert           |           | Industriel                                             |
| mars 2001                                | octobre 2022                   | Pascal Viguié            |           | Ancien ouvrier Démissionnaire                          |
| novembre 2022                            | En cours (au 22 décembre 2022) | Jean-François Castellano |           | Chargé d'Affaires et de Projets - Production d'Énergie |

## Démographie
L'évolution du nombre d'habitants est connue à travers les recensements de la population effectués dans la commune depuis 1800. Pour les communes de moins de 10 000 habitants, une enquête de recensement portant sur toute la population est réalisée tous les cinq ans, les populations de référence des années intermédiaires étant quant à elles estimées par interpolation ou extrapolation. Pour la commune, le premier recensement exhaustif entrant dans le cadre du nouveau dispositif a été réalisé en 2005.

En 2022, la commune comptait 656 habitants, en évolution de −5,88 % par rapport à 2016 (Cher : −2,48 %, France hors Mayotte : +2,11 %).
| 1800 | 1806 | 1821 | 1831 | 1836 | 1841 | 1846 | 1851 | 1856 |
| ---- | ---- | ---- | ---- | ---- | ---- | ---- | ---- | ---- |
| 588  | 631  | 636  | 587  | 666  | 690  | 693  | 688  | 701  |

| 1861 | 1866 | 1872 | 1876 | 1881 | 1886 | 1891 | 1896 | 1901 |
| ---- | ---- | ---- | ---- | ---- | ---- | ---- | ---- | ---- |
| 720  | 753  | 756  | 785  | 777  | 758  | 753  | 795  | 788  |

| 1906 | 1911 | 1921 | 1926 | 1931 | 1936 | 1946 | 1954 | 1962 |
| ---- | ---- | ---- | ---- | ---- | ---- | ---- | ---- | ---- |
| 706  | 639  | 567  | 564  | 526  | 483  | 432  | 385  | 368  |

| 1968 | 1975 | 1982 | 1990 | 1999 | 2005 | 2006 | 2010 | 2015 |
| ---- | ---- | ---- | ---- | ---- | ---- | ---- | ---- | ---- |
| 331  | 322  | 378  | 481  | 509  | 558  | 553  | 558  | 685  |

| 2020 | 2022 | - | - | - | - | - | - | - |
| ---- | ---- | - | - | - | - | - | - | - |
| 662  | 656  | - | - | - | - | - | - | - |

## Économie
La proximité du pôle économique de Cosne-Cours-sur-Loire, ainsi que l’installation de la centrale nucléaire de Belleville, avec son apport de nouvelle population, ont participé au développement de Sury-près-Léré. La commune connait toujours une activité agricole très présente, avec la production de céréales, l’élevage bovin et caprin.

## Culture locale et patrimoine

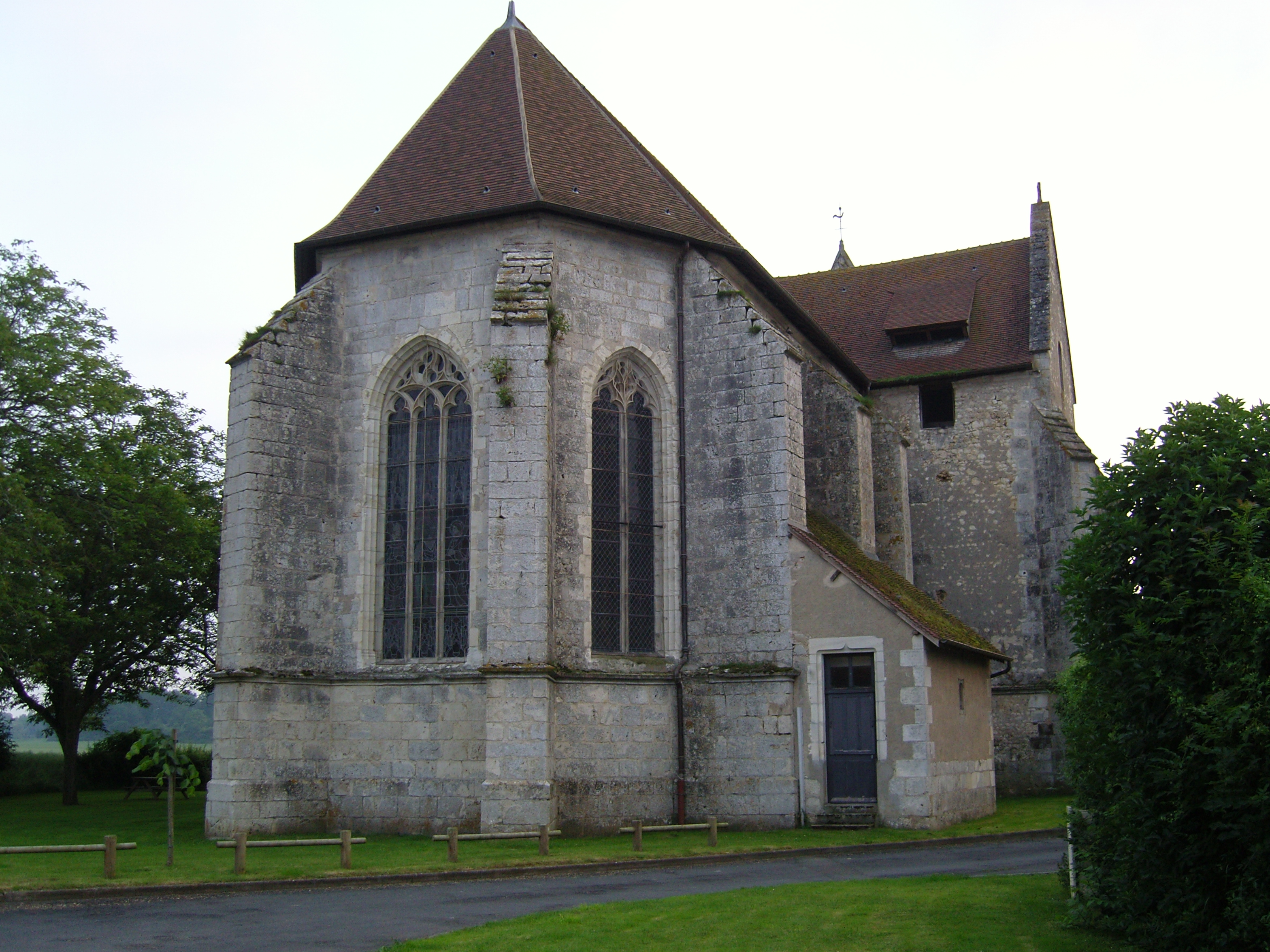
Église Saint-Jean-Baptiste.

### Lieux et monuments
- Église Saint-Jean-Baptiste, du XVIe siècle et de style gothique tardif, qui fait l'objet d'un classement au titre des Monuments historiques depuis le 28 février 1992[27].
- Site d’intérêt communautaire Natura 2000 « Vallées de la Loire et de l’Allier » : l’ensemble du lit endigué à l’est de la levée de la Loire.

### Personnalités liées à la commune
- Pierre Louis André Sabathier (1739-1813), député du Cher à l'Assemblée nationale législative, y est né
- Charles Ferdinand Gambon (1820-1887), grande figure républicaine du XIXe siècle, démocrate-socialiste, représentant du peuple en 1848 siégeant à la Montagne, membre de la Commune de Paris, membre de l’Association internationale des travailleurs durant son exil en Suisse, il s’oriente vers un courant anarchisant, a été agriculteur à Sury.
- Virginia Hall (1906-1982), agent secret américain qui, pendant la Seconde Guerre mondiale, œuvra contre l'occupant allemand en France : de 1941 à 1943 dans le cadre du service secret britannique SOE, puis en 1944-1945 dans le cadre du service secret américain OSS. Opératrice radio et chef de réseau, elle soutint la résistance française[pourquoi ?]

### Héraldique
| Blason de Sury-près-Léré | Blason  | D'azur à la tierce ondée et haussée d'argent, à la bande d'or brochant sur le tout, chargée de trois tiercefeuilles de gueules posées à plomb et accompagnée en pointe d'un gland, tigé et feuillé d'or posé en barre. |
| Blason de Sury-près-Léré | Détails | Les fasces ondées, au nombre de trois, rappellent les cours d'eau qui traversent la commune, soit la Balance, le canal Latéral et la Loire. Le gland d'or feuillé figure dans les armoiries de Léré (rappel de Sury-près-Léré). Les tiercefeuilles évoquent les armes de la famille de Prie, dont la pierre tombale qui se trouve dans l'église de Sury, porte ce motif. Le statut officiel du blason reste à déterminer. |